# Hordeum marinum
Hordeum marinum é uma espécie de planta com flor pertencente à família Poaceae. 
A autoridade científica da espécie é Huds., tendo sido publicada em Flora Anglica, Editio Altera 1: 57. 1778.
O seu nome comum é cevada-marítima.

## Portugal
Trata-se de uma espécie presente no território português, nomeadamente no Arquipélago dos Açores.
Em termos de naturalidade é introduzida na região atrás indicada.

## Protecção
Não se encontra protegida por legislação portuguesa ou da Comunidade Europeia.